# 街渡

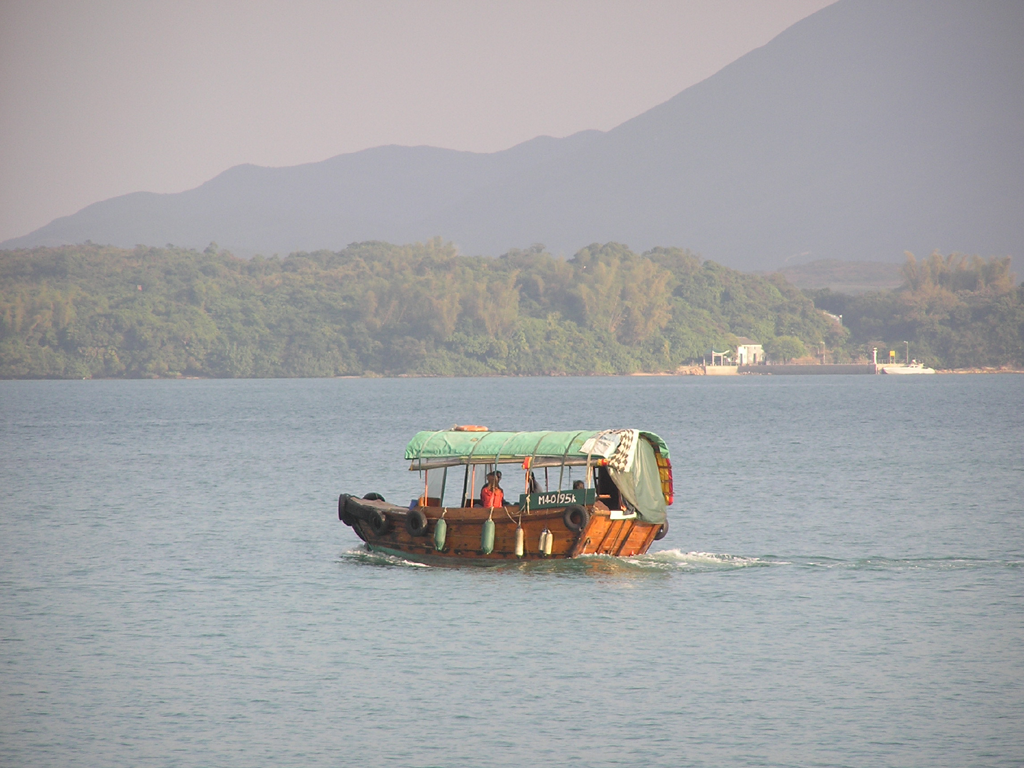
街渡

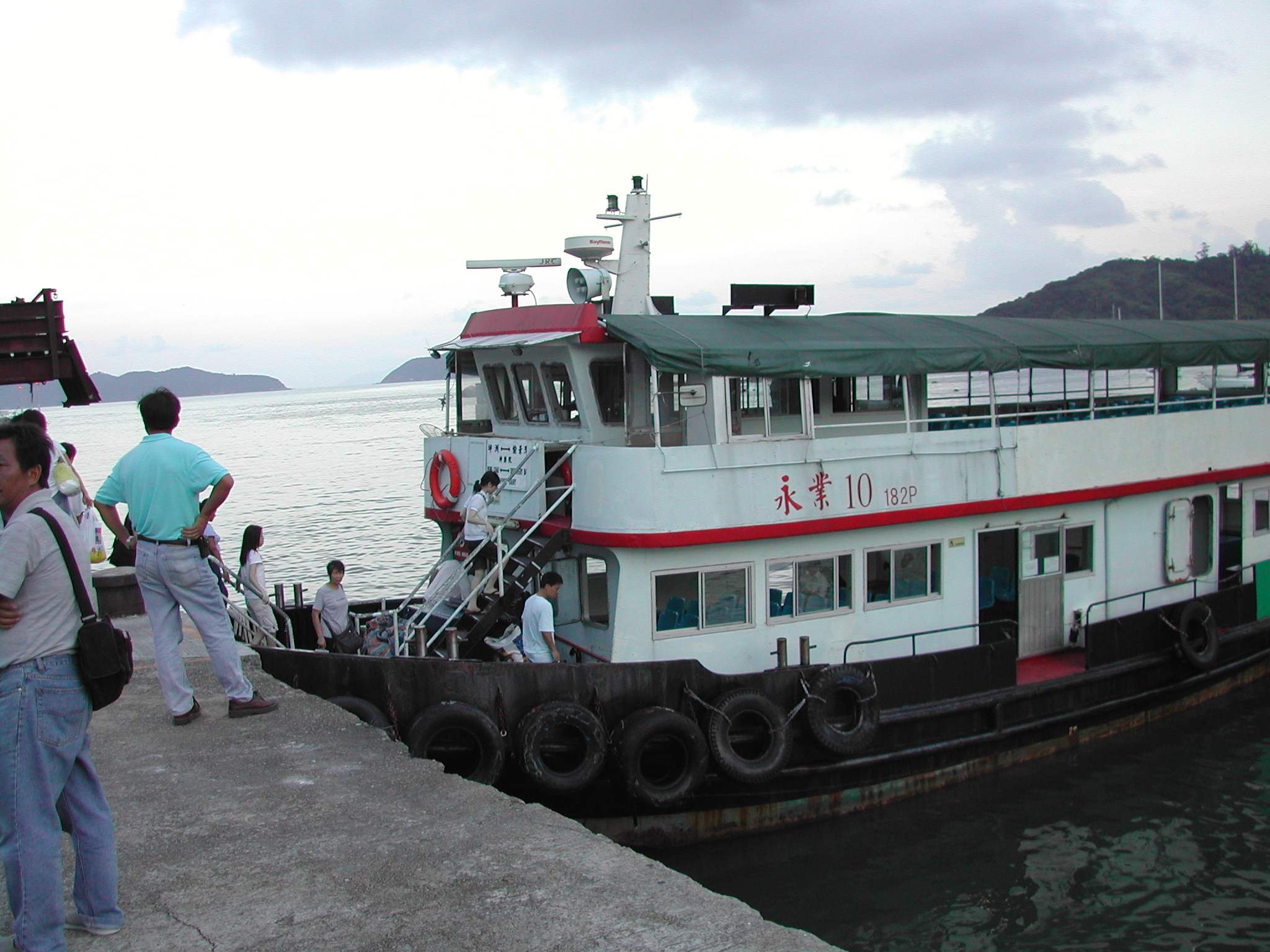
坪洲と愉景湾を結ぶ大型街渡

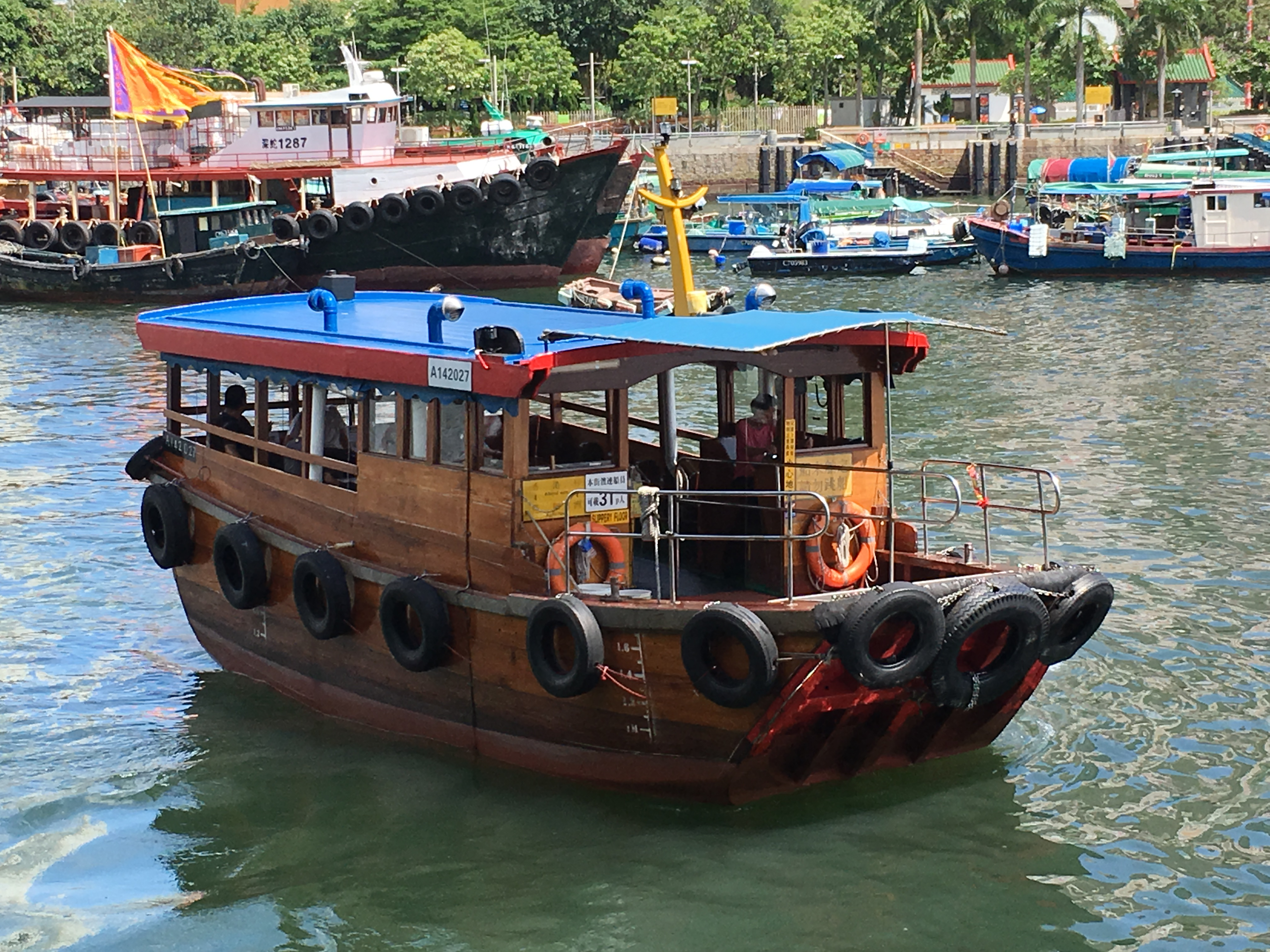
香港仔海浜公園と鴨脷洲大街を結ぶ街渡

街渡（がいと、英語: kai-to、イェール式広東語: gāai douh、本字は街艔）とは、香港の小型渡船の一種である。乗客定員は少なく、主に短距離の水上旅客輸送サービスを提供している。これらは通常、香港の離島や辺境の沿岸集落を結ぶ交通手段として利用されている。
例えば、大嶼山、坪洲、長洲、南丫島およびその他離島等を往復し、一般的なフェリーサービスを補完する役割を果たしている。また、新界東部の吐露港、印洲塘、牛尾海などの辺境の村々への交通手段としても利用されている。西湾河と観塘を結ぶ航路など、ヴィクトリア・ハーバー内においても街渡が現在もなお運航されている。

## 概要
街渡は香港政府運輸署よりライセンス発行と監督を受けており、2025年3月時点で香港には定時運行のものが14航路、オンデマンド運行のものが56航路、合計70航路が存在している。
街渡は、一般的に乗客定員が少ないモーターボートを使用して運航されている。特に香港仔避風塘では、香港仔海濱公園と鴨脷洲大街を結ぶ街渡として伝統的な舢舨が使用されており、これは香港仔小輪が運営している。運賃が安価なため、多くの観光客や地元住民に利用されている。
2020年6月24日、運輸署は、運輸業界が現在の経済状況および新型コロナウイルス感染症による経営上の圧力に対応できるよう支援するため、「防疫抗疫基金」のもと、香港政府は街渡の運航業者に対し、各航路に使用される船舶1隻あたり一時金として2万香港ドルの追加補助金を提供することを発表した。これに関わる金額は約180万香港ドルで、7月から申請受付を開始する予定である。
2022年2月27日より、政府の「長者及合資格殘疾人士公共交通票價優惠計劃（高齢者および認定障害者公共交通運賃優待計画）」が運輸署の認可を受けた街渡航路にも拡大されることに伴い、同日から、高齢者は高齢者用または個人版八達通、認定障害者は「障害者身分」個人八達通、また60歳から64歳の香港居民は「楽悠咭」を使用することで、指定された11の街渡航路（対象路線の船舶は、船体の目立つ場所およびカードリーダーに識別用のマークを掲示）において、1回の乗船あたりHK$2の優待運賃が適用される。なお、船賃がHK$2未満の場合は従来運賃のままとなる。

## 運営者（定時運行）
運輸署に届出のある街渡渡輪航路の運営者は以下の通りである：
- 香港仔小輪有限公司（中国語版）
- 翠華船務(香港)有限公司（英語版）
- 声威実業有限公司
- 碧海船務有限公司
- 珊瑚海航運有限公司（中国語版）
- 晨曦会
- 潤利海事控股有限公司

## 定時運行航路
上記運営者による航路は以下の通り：
- 香港仔 – 鴨脷洲
- 香港仔／赤柱 – 蒲台島
- 馬料水 – 荔枝窩（中国語版）
- 馬料水 – 吉澳（中国語版）／鴨洲
- 馬料水 – 塔門
- 馬料水 – 東平洲
- 西灣河 – 東龍島
- 三家村 – 東龍島
- 西貢 – 伙頭墳洲（中国語版）
- 西貢 – 滘西村（中国語版）／糧船湾
- 沙頭角 – 荔枝窩／鴨洲／吉澳
- 塔門 – 黄石碼頭（中国語版）(高流湾（中国語版）・赤径（中国語版）経由)
- 将軍澳(南) – 西湾河（中国語版）
- 大水坑（中国語版） – 荔枝窩／吉澳／鴨洲